# Christian Jouanin

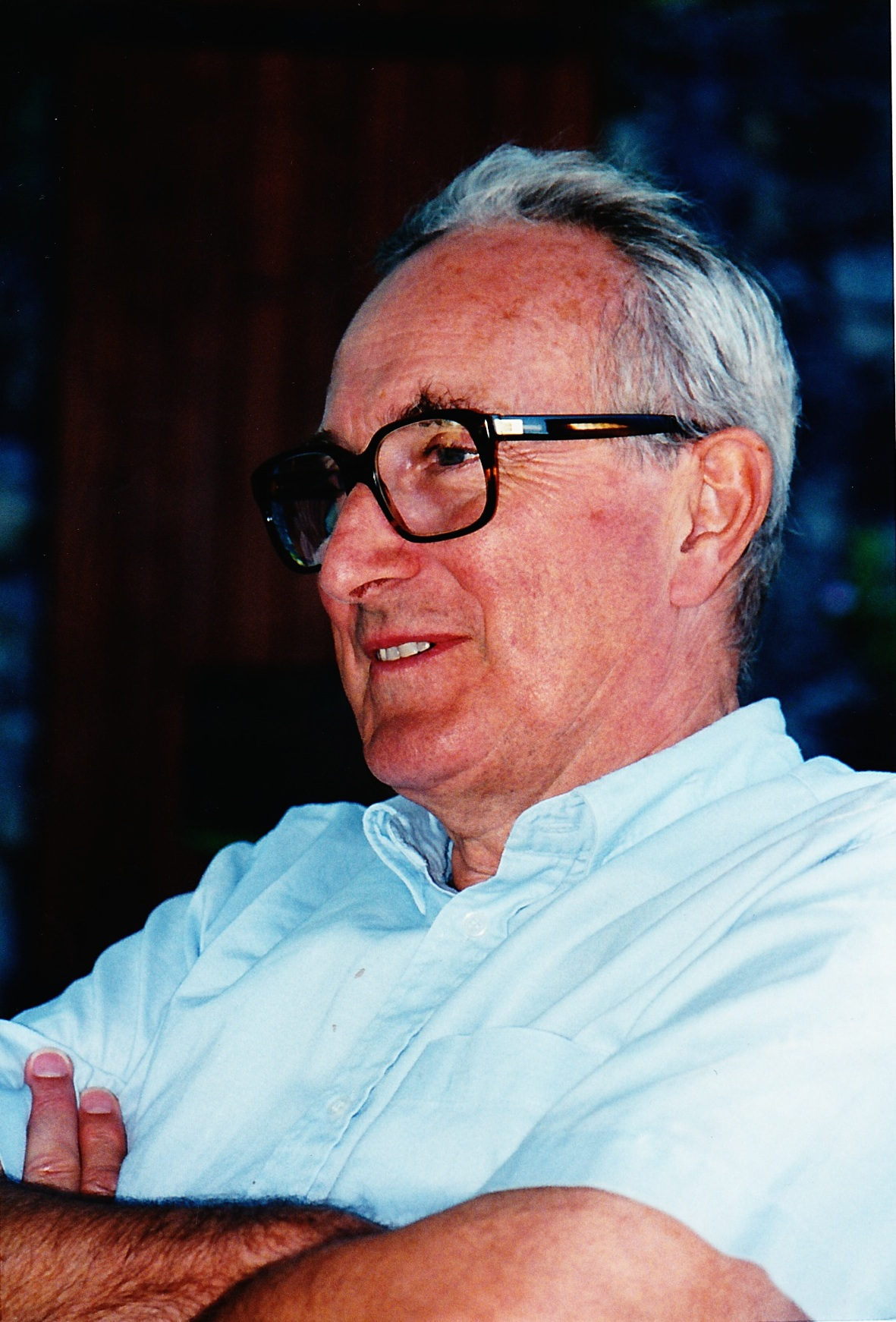
Christian Jouanin

Christian Jouanin (* 10. Juli 1925 in Paris, Frankreich; † 8. November 2014) war ein französischer Ornithologe und Naturschützer.

## Leben
Bereits im Alter von 15 Jahren widmete sich Jouanin der professionellen Arbeit mit Vögeln, als er unter der Anleitung von Jacques Berlioz, dem damaligen Leiter der Vogelabteilung, für das Muséum national d’histoire naturelle in Paris tätig wurde. Im Alter von 22 heiratete er. Aus dieser Ehe gingen zwei Töchter hervor. Jouanin erlernte den Beruf des Pharmazeuten, arbeitete aber nebenher weiter für das Museum. 1952 verfasste er gemeinsam mit Jean Dorst, dem Nachfolger von Berlioz als Leiter der Vogelabteilung, die wissenschaftliche Erstbeschreibung zum Wacholderfrankolin (Francolinus ochropectus), einer vom Aussterben bedrohten Vogelart aus Dschibuti, deren Typusexemplar im selben Jahr von Oberst Eduard Chédeville an das Museum gesandt wurde. Ferner entwickelte Jouanin ein lebenslanges Interesse an Kolibris und Sturmvögeln. 1955 veröffentlichte er seine erste unabhängige Artbeschreibung über den Jouanin-Sturmvogel (Bulweria fallax), nachdem er feststellte, dass sich dieses Taxon erheblich vom Maskarenensturmvogel (Pseudobulweria aterrima) unterscheidet. Dieser Beschreibung folgte eine lange Periode, die Jouanin der Erforschung der Sturmvögel im Indischen Ozean widmete. Während es sein hauptsächliches Ziel war, die Nistgründe des Maskarenensturmvogels zu finden, entdeckte er auf der Insel Réunion eine weitere Sturmvogelart, den Barausturmvogel (Pterodroma baraui). Weiter studierte er die Unterschiede zwischen den Populationen des Audubonsturmtauchers (Puffinus lherminieri) auf Réunion und den Seychellen.
1963 unternahm Jouanin zusammen mit Francis Roux eine Expedition auf die Ilhas Selvagens. Anschließend betrieb er mit Alec Zino Studien über den Gelbschnabel-Sturmtaucher (Calonectris diomedea) auf Madeira, eine Zusammenarbeit, die in 80 gemeinsame wissenschaftliche Artikel gipfelte.
1979 schrieb er gemeinsam mit Jean-Louis Mougin den Abschnitt über die Röhrennasen (Procellariiformes) im Standardwerk Check-list of Birds of the World von James Lee Peters. Von 1970 bis 1975 war er Vizepräsident der IUCN. 1954 wurde er Mitglied im International Ornithological Congress, wo er von 1970 bis 1978 im Vorstand diente.
2005 wirkte Jouanin in der französischen Filmdokumentation Le Château de Malmaison über Napoleons Wohnsitz Schloss Malmaison mit.